# Studiolo de Francisco I

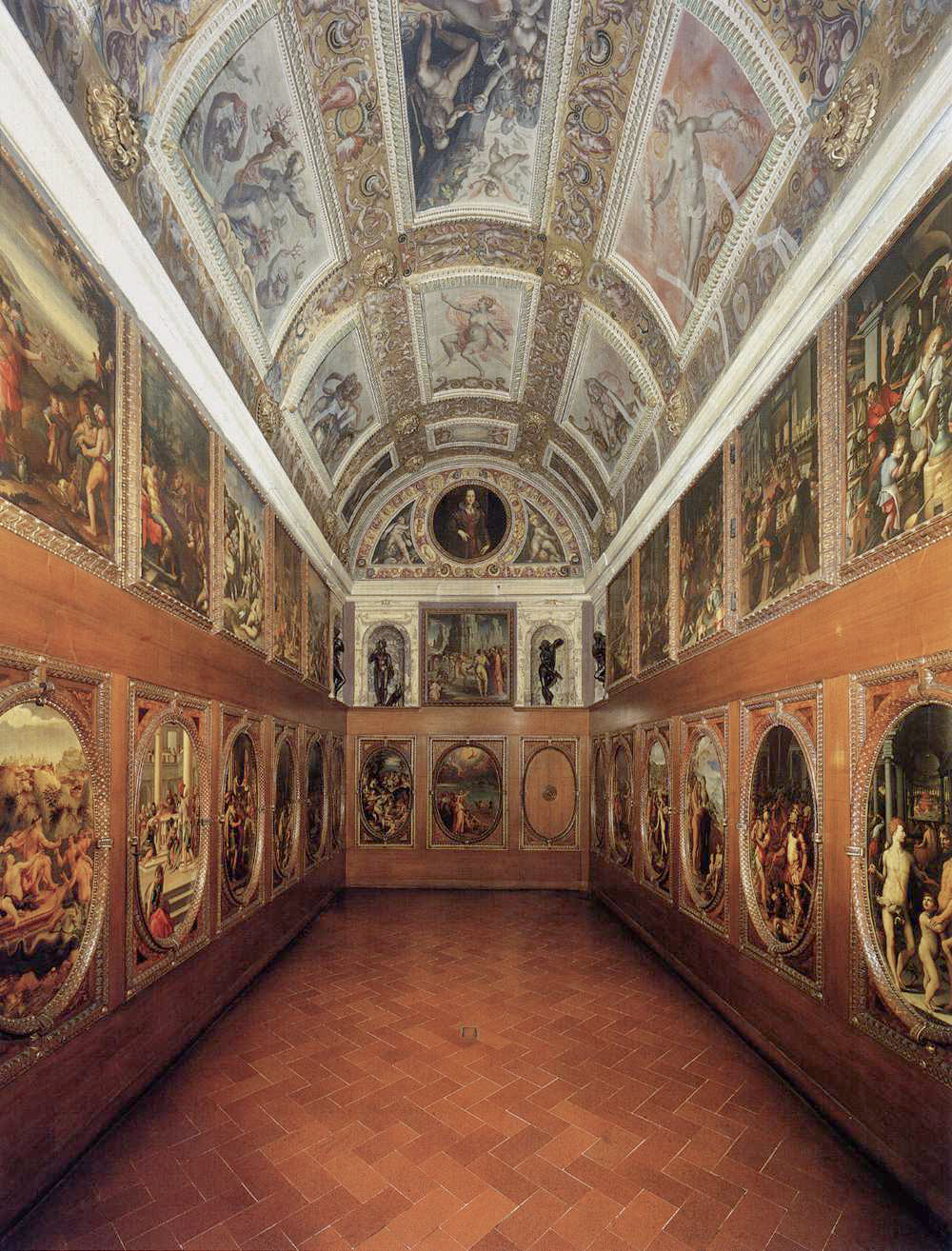
Studiolo de Francisco I.

El studiolo de Francisco I era un studiolo o pequeña estancia del Palazzo Vecchio de Florencia, construida por orden de Francisco I de Médici, en el que el gran duque se dedicaba a sus actividades e intereses privados. Se emprendió un ambicioso plan decorativo en el que participó lo más granado de los pintores manieristas del momento, encabezados por Giorgio Vasari, que se encargó de la dirección del proyecto (1570-1572), ayudado por los humanistas Giovanni Battista Adriani y Vincenzo Borghini.

## Historia

### El refugio del príncipe alquimista
Este gabinete era parte despacho, en parte laboratorio, escondite y gabinete de curiosidades. Aquí el príncipe practicaba la alquimia y disfrutaba de su colección de objetos raros, rodeado de una serie de lienzos temáticos de gran tamaño, basados en las piezas que la colección abarcaba.
Los muros contienen 34 pinturas, de tema mitológico, religioso y representativos de las actividades humanas más diversas.
Mirabello Cavalori aportó la Fábrica de lanas, Giovanni Battista Naldini pintó una Mansión de los Sueños, tal vez relacionada con el dormitorio adyacente de Francisco I. Un retrato de la madre del duque, Leonor de Toledo, obra de Bronzino, presidía la estancia. La distribución original de los temas es objeto de especulación.
El studiolo, que fue el refugio secreto del gran duque Francisco, personaje de carácter complicado y taciturno, fue olvidado tras la muerte del príncipe. Desmantelado en 1590 por el nuevo gobernante, su hermano Fernando I de Médici, fue reconstruido en el siglo XX como una rareza digna de visitar.
A pesar de su mala fortuna posterior, el studiolo representa la culminación de lo que se llamó Alta Maniera, si no en calidad, sí en representatividad de lo que significó dicho estilo, que entró poco después en franca decadencia, superado por el movimiento contramanierista y el posterior barroco.

### Recuperación delstudiolo
Ya incluso antes de la muerte del duque Francisco, el studiolo comenzó a desmantelarse. Muchas de las obras de arte que contenía fueron reubicadas en la Tribuna de los Uffizi. El studiolo fue olvidado durante siglos e incluso se perdió memoria de su ubicación dentro del palacio. Sin embargo, en 1910, Giovanni Poggi, superintendente de bienes culturales de la Toscana, y Alfredo Lensi, jefe de la Oficina para las Artes del Comune de Florencia, redescubrieron el paradero de la habitación perdida. Ello fue posible gracias al reconocimiento de los frescos supervivientes en el techo. Milagrosamente, fue posible recuperar los treinta y cuatro lienzos que originalmente decoraban las paredes de la estancia, conservados durante siglos en los Uffizi, así como las ocho esculturas de bronce.

## Artistas que contribuyeron en la decoración delstudiolo

### Pintores
- Alessandro Allori,[1] Banquete de Cleopatra
- Niccolò Betti, Saqueo de una ciudad
- Ludovico Buti La Armería, Apolo y Quirón
- Giovanni Maria Butteri, Descubrimiento del vidrio, Factoría del vidrio
- Vittore Casini, Forja de Vulcano
- Mirabello Cavalori.[2]
- Jacopo Coppi, llamado "il Meglio", Invención de la pólvora,[3] La familia de Darío ante Alejandro Magno
- Francesco del Coscia, Juno toma el ceñidor de Venus
- Giovanni Fedini, El anillo de Policrates
- Alessandro Fei, llamado Alessandro del Barbiere, El taller del Orfebre
- Sebastiano Marsili, Hipómenes y Atalanta
- Girolamo Macchietti,[4] y Los baños de Pozzuoli
- Andrea del Minga, Deucalión y Pirra
- Francesco Morandini (llamado "il Poppi"), Fundición del bronce
- Giovanni Battista Naldini, Alegoría de los Sueños y Recogida del ámbar gris.
- Carlo Portelli, Neptuno y Anfitrite, Océano regala la caracola a Pan
- Maso da San Friano,[5] Mina de diamantes
- Giovanni Stradano,[6] Circe y los compañeros de Ulises
- Santi di Tito,[7] Paso del Mar Rojo
- Bartolomeo Traballesi, Danae
- Lorenzo Vaiani "dello Sciorina", Hércules mata al dragón de las Hespérides
- Giorgio Vasari, Perseo y Andrómeda
- Jacopo Zucchi, Las canteras

Además, Francesco Morandini y Jacopo Zucchi se encargaron de la decoración de los techos de las estancia.

### Escultores
- Giovanni da Bologna, Apolo
- Vincenzo de'Rossi, Vulcano
- Stoldo Lorenzi, Anfítrite
- Vincenzo Danti, Venus
- Elia Candido, Bóreas
- Giovanni Bandini, Juno
- Bartolomeo Ammanati, Ops (Abundancia)
- Domenico Poggini, Pluto (Riqueza)

## Galería de obras pintadas para elstudiolo

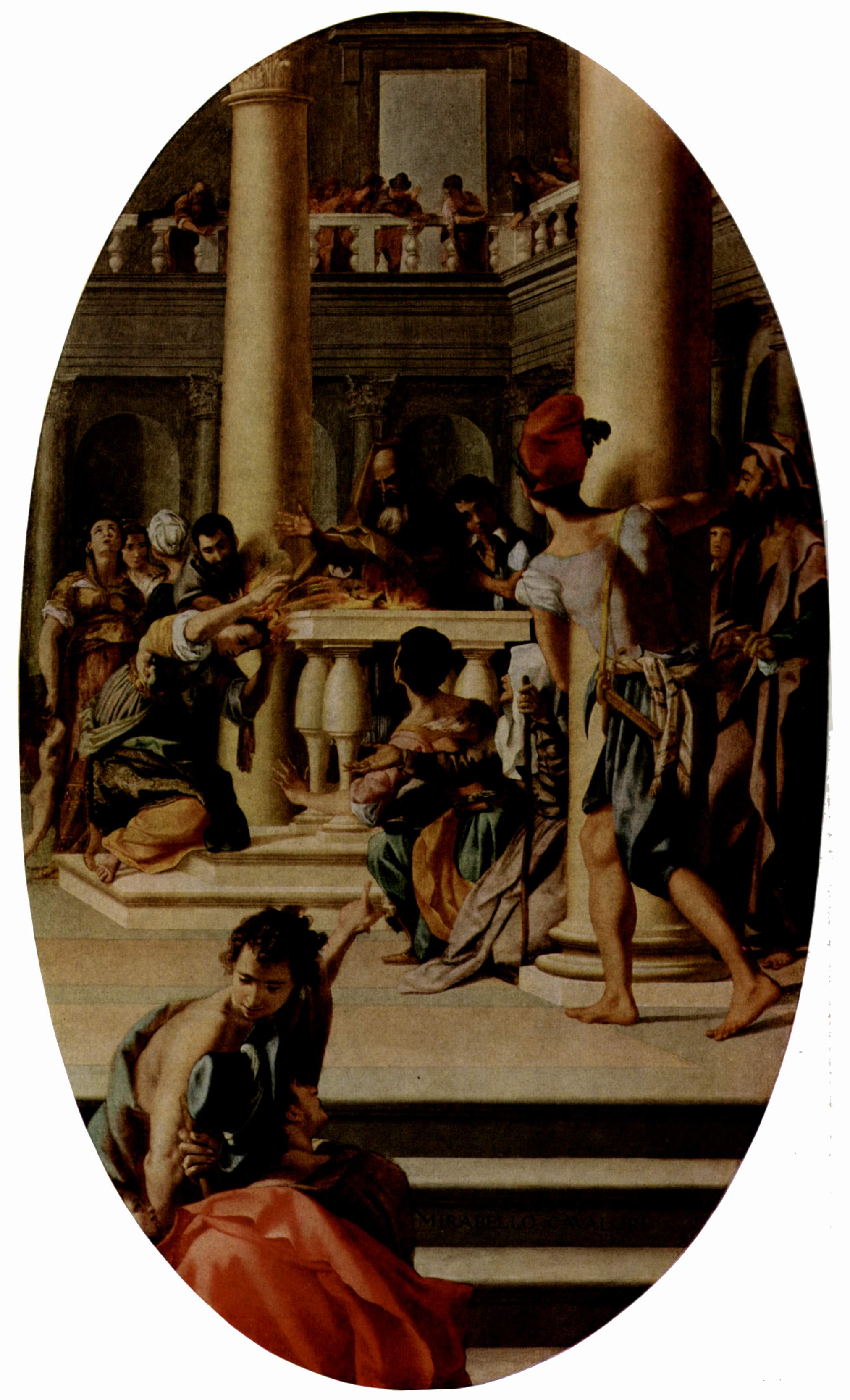
Mirabello Cavalori, Sacrificio de Lavinia
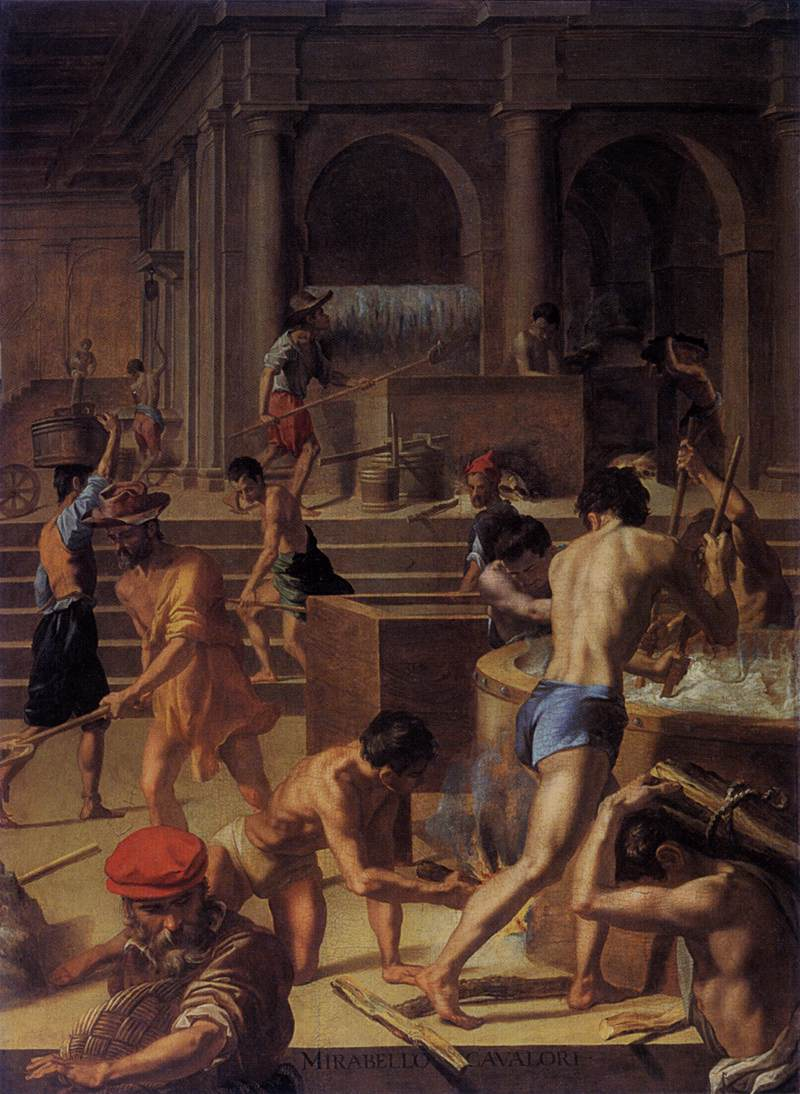
Mirabello Cavalori, Fábrica de lanas
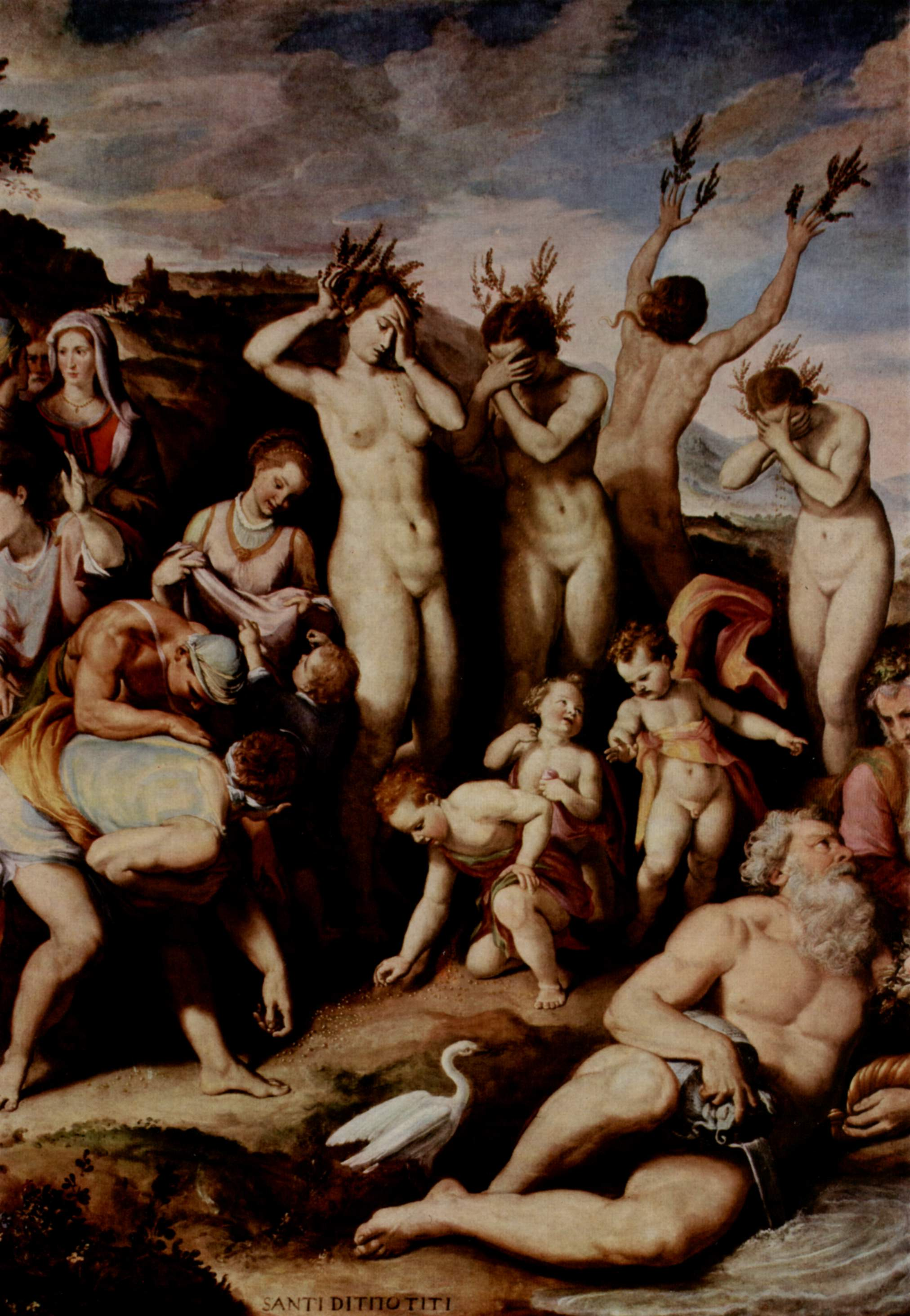
Santi di Tito, Las hermanas de Faetón
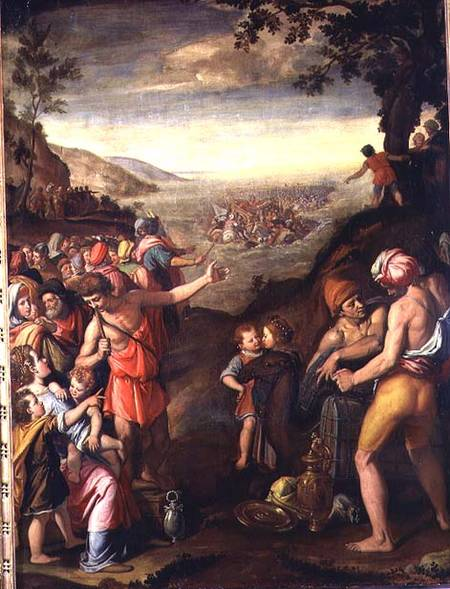
Santi di Tito, El paso del Mar Rojo
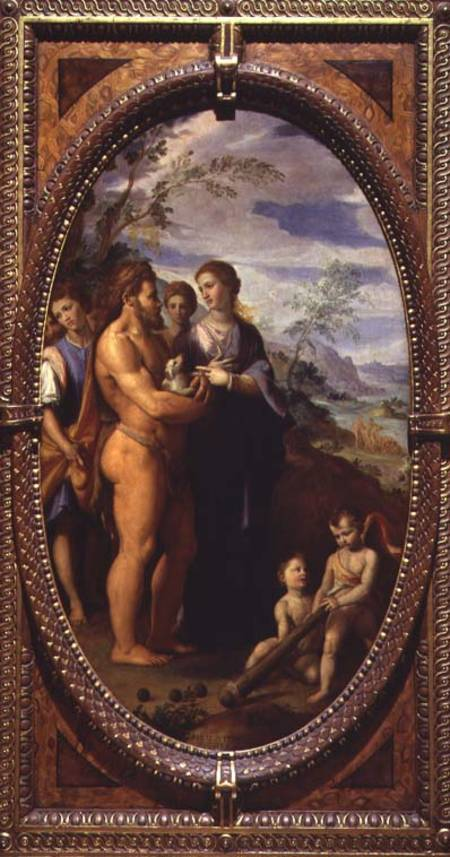
Santi di Tito, Hércules y Omfale
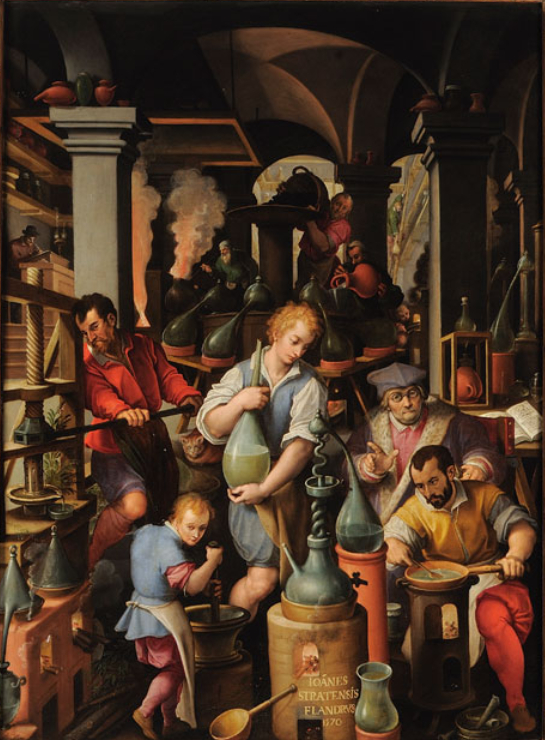
Giovanni Stradano, Laboratorio alquímico
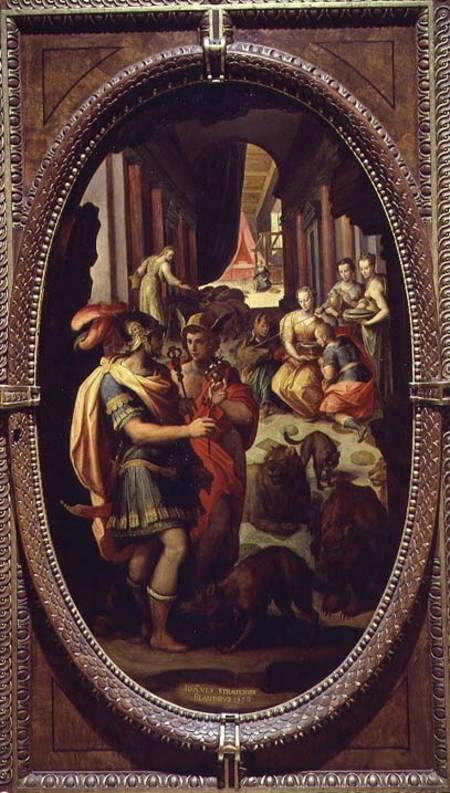
Giovanni Stradano, Circe y los compañeros de Ulises
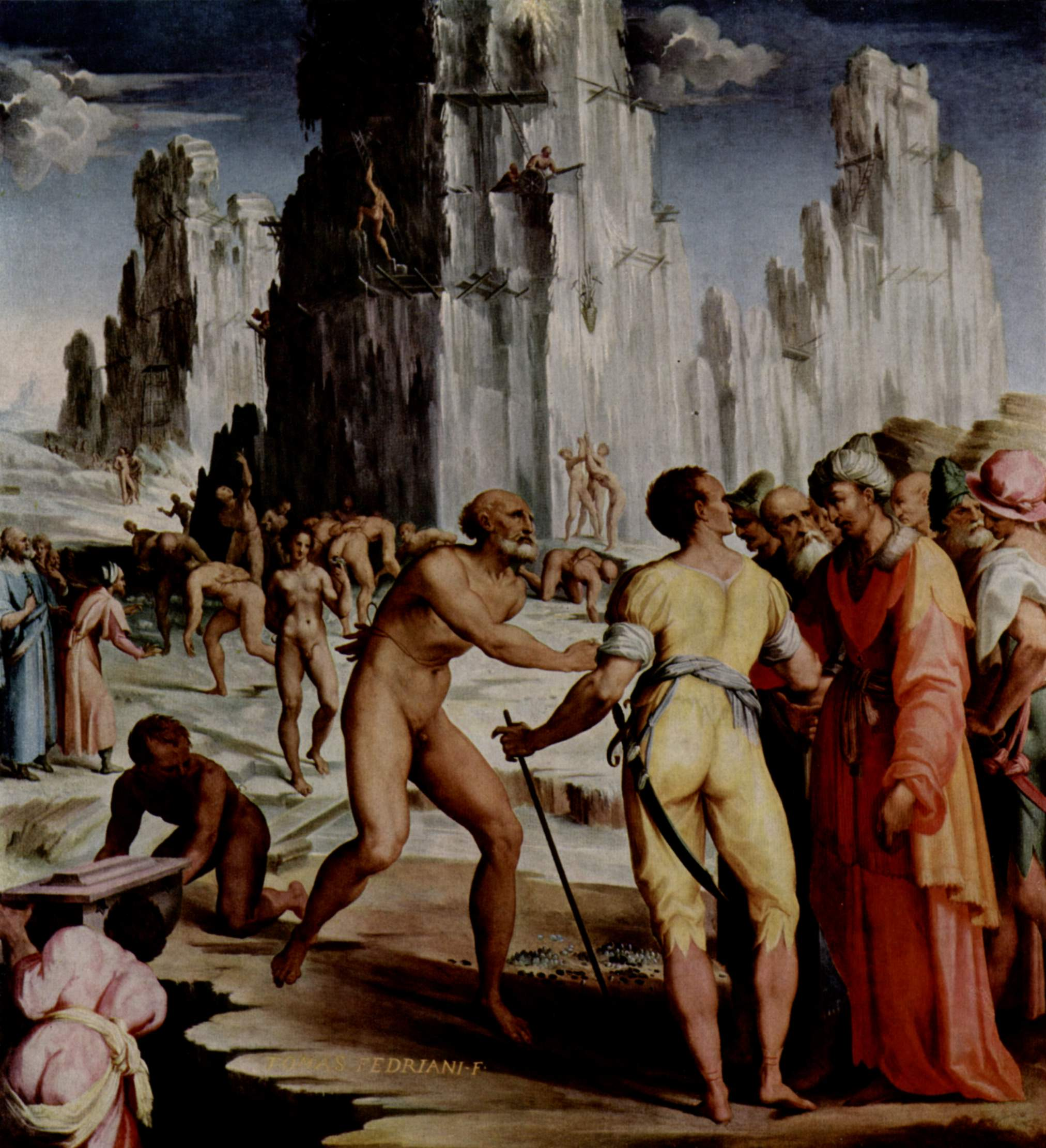
Maso da San Friano, Mina de diamantes
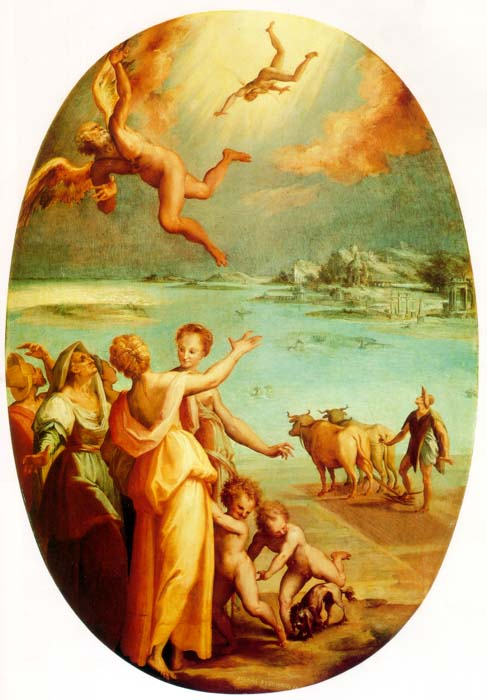
Maso da San Friano, Caída de Icaro
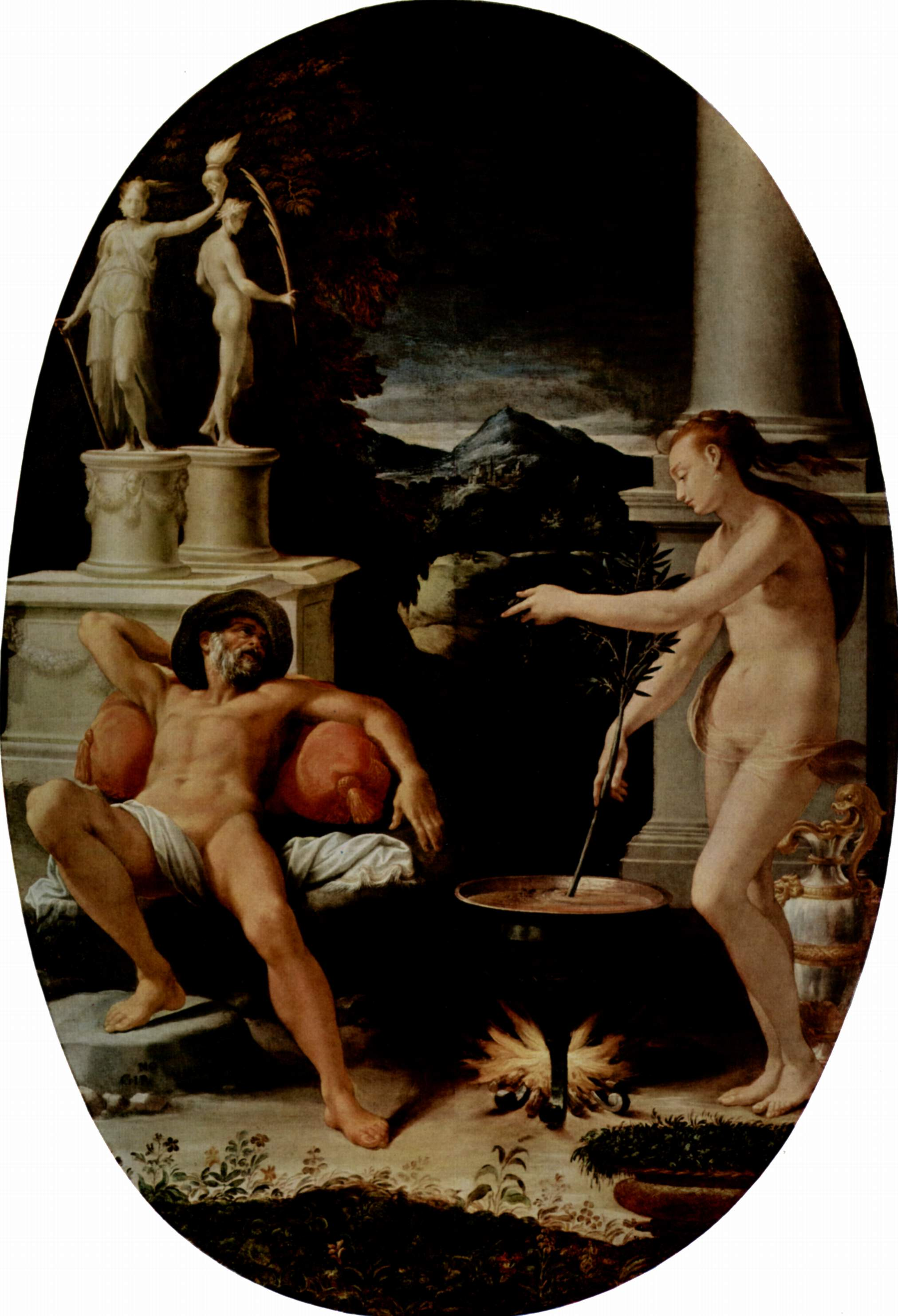
Girolamo Macchietti, Esón y Medea
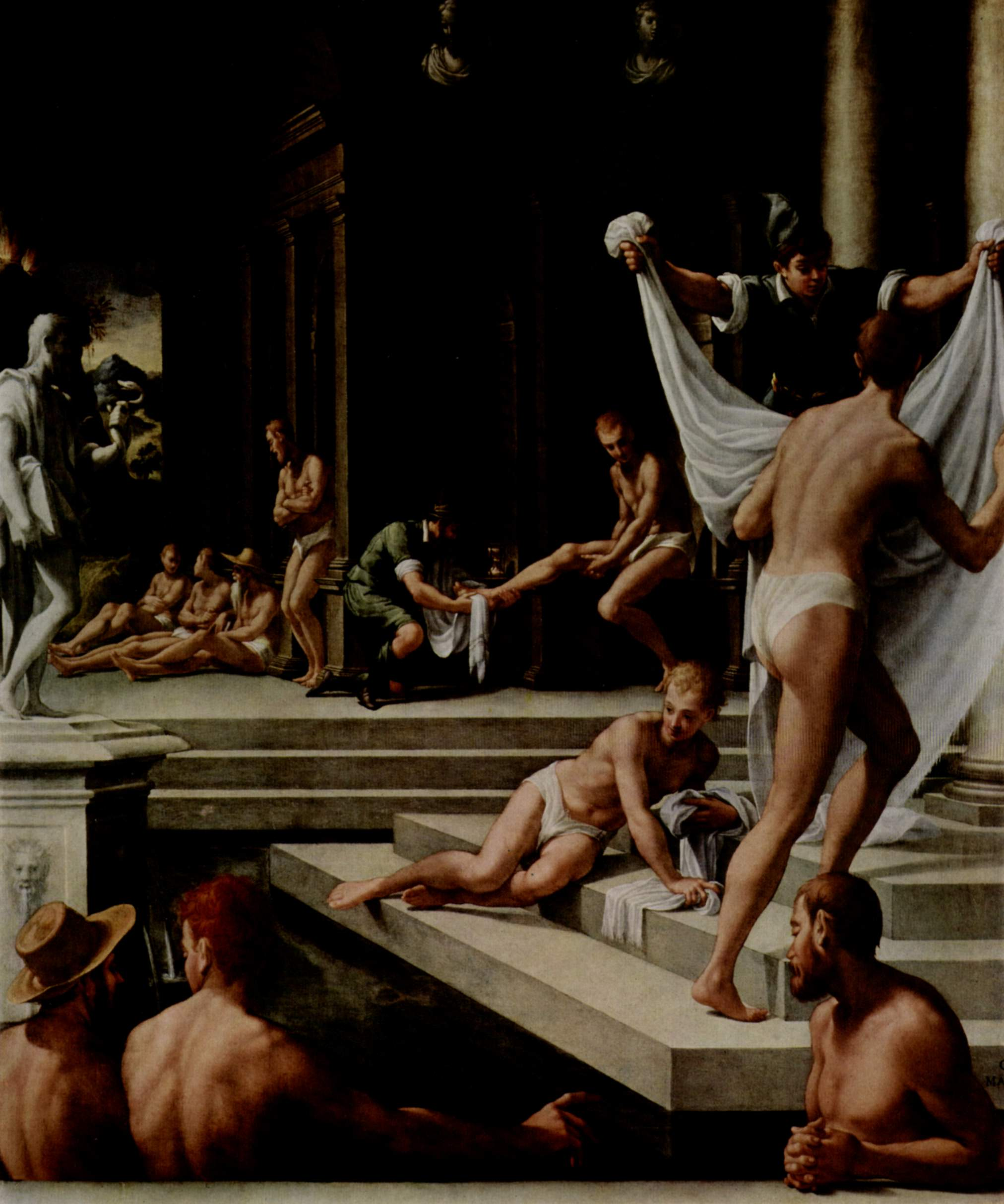
Girolamo Macchietti, Los baños de Pozzuoli
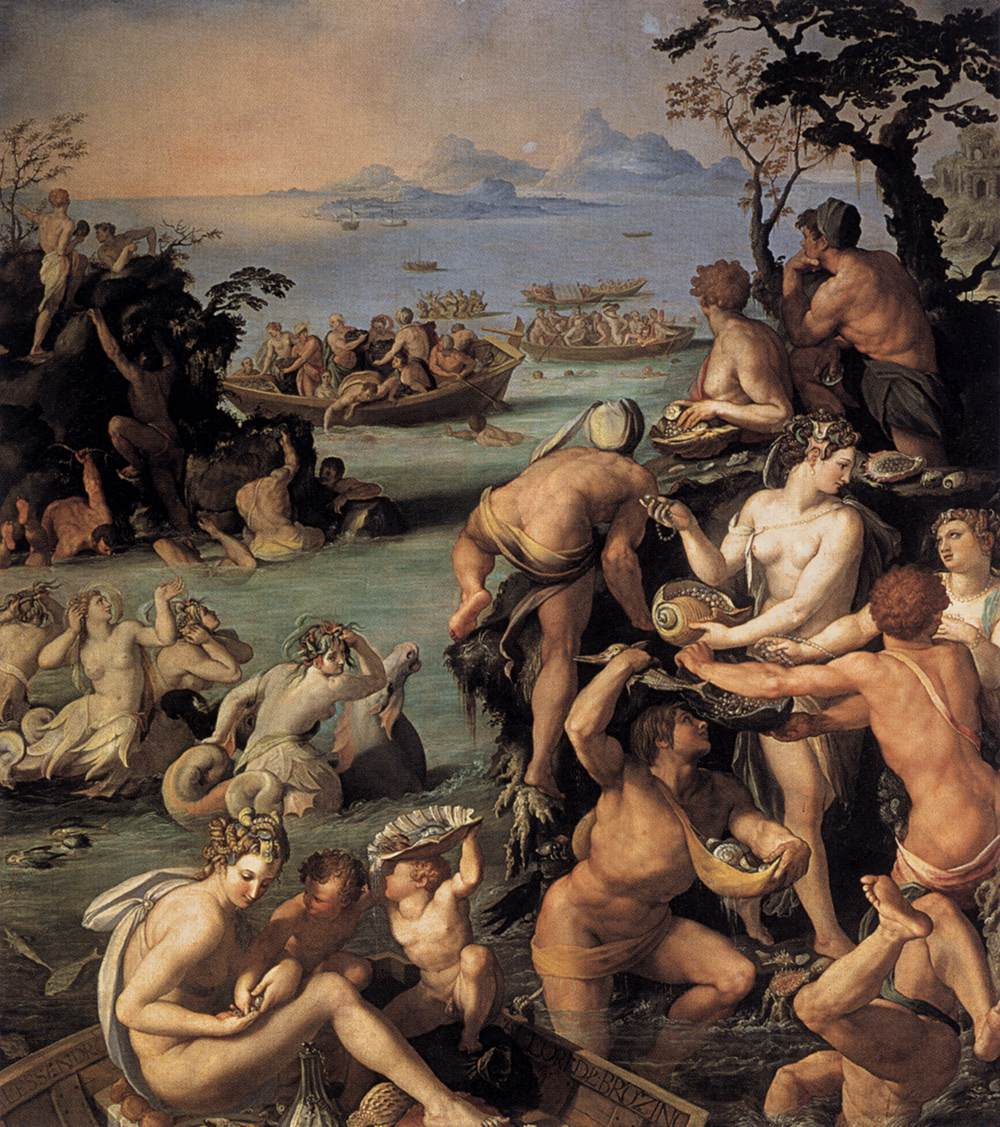
Alessandro Allori, Pescadores de perlas
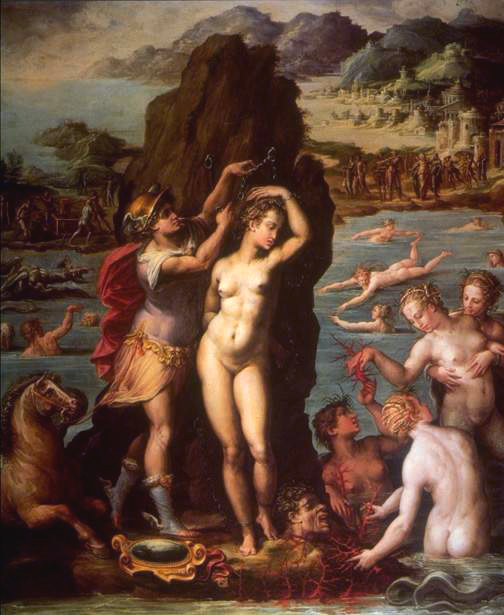
Giorgio Vasari, Perseo y Andrómeda
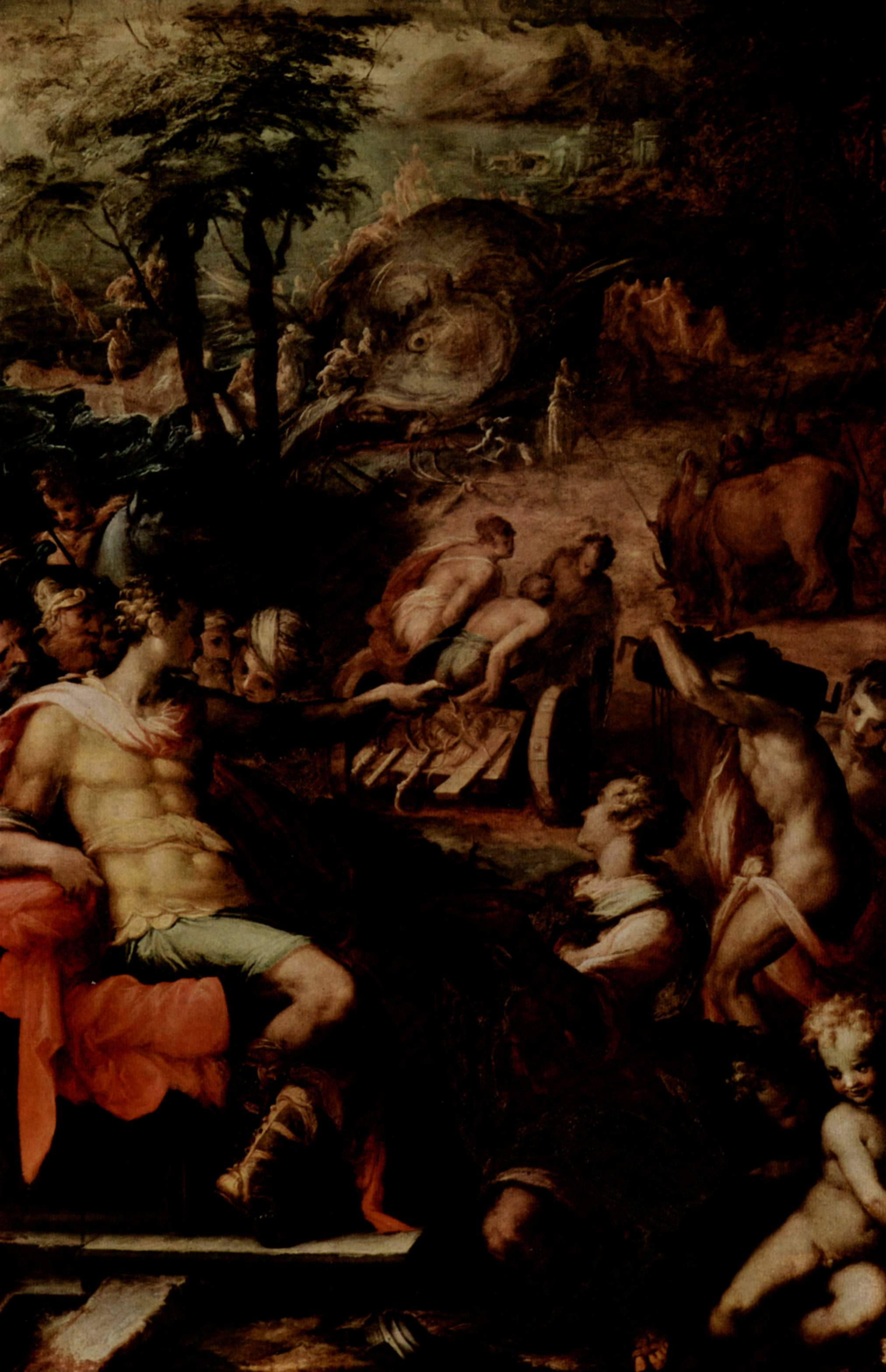
Giovanni Battista Naldini, Recogida del ámbar gris
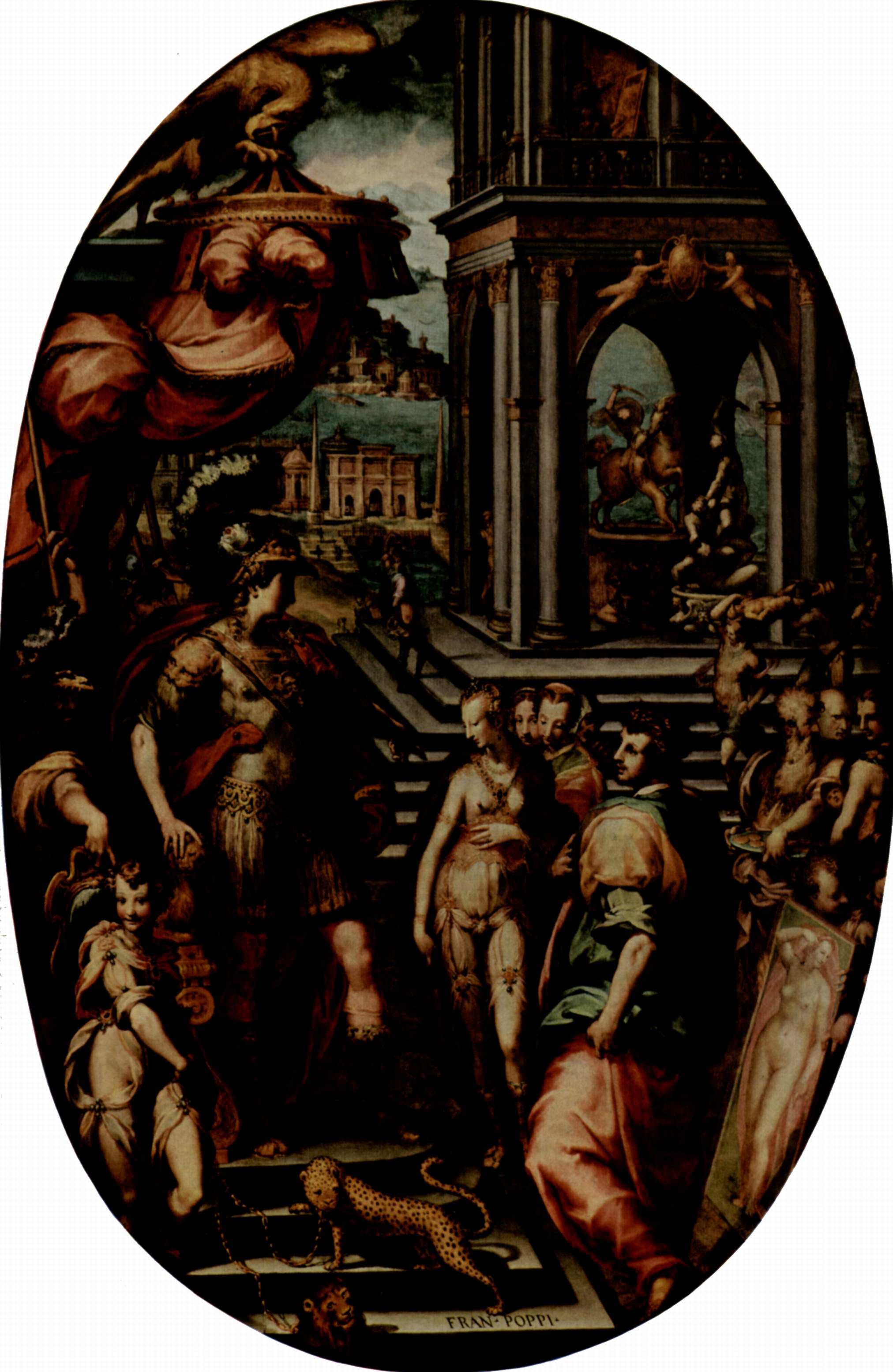
Francesco Morandini, il Poppi, Alejandro y Campaspe
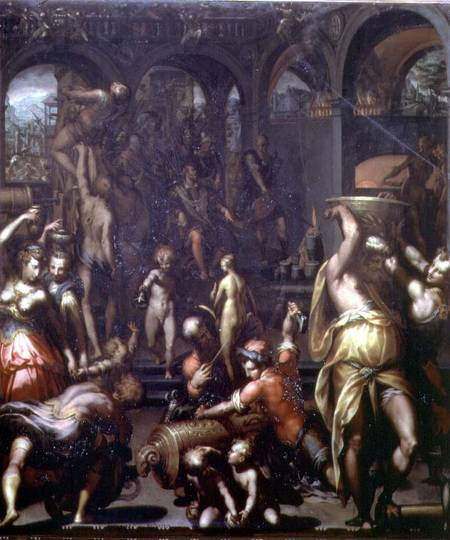
Francesco Morandini, il Poppi, Fundición
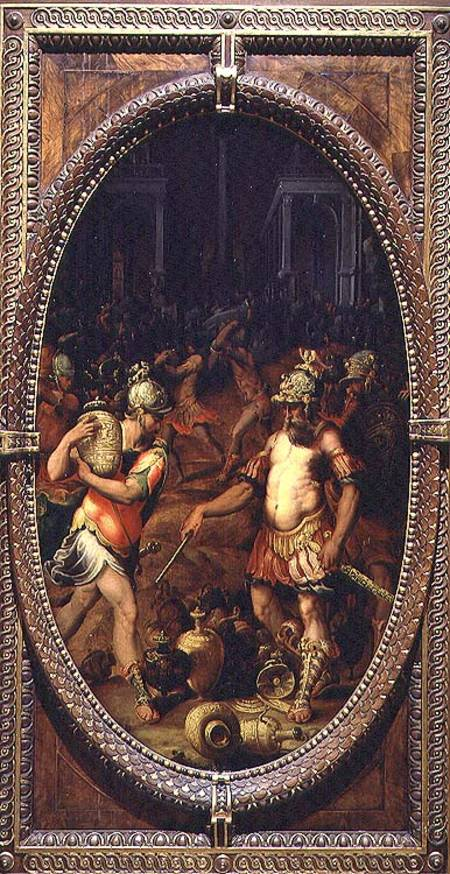
Niccolò Betti, Saqueo de una ciudad
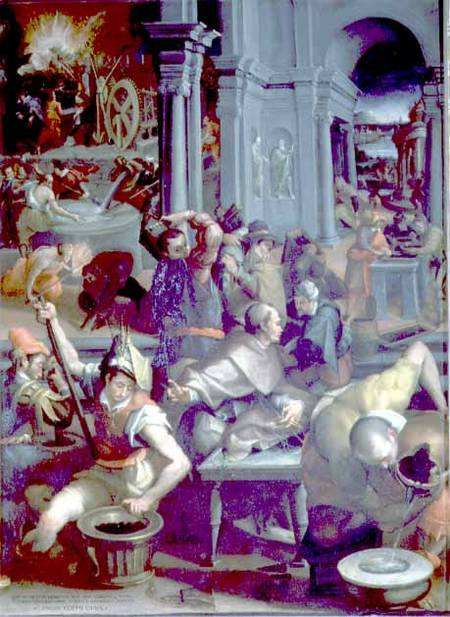
Jacopo Coppi del Meglio, Invención de la pólvora
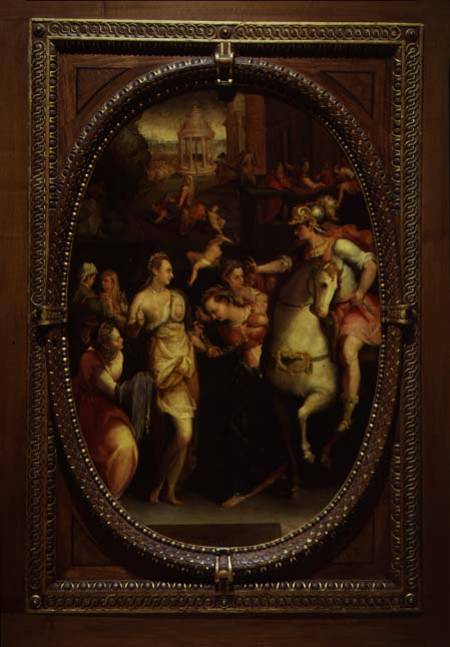
Jacopo Coppi del Meglio, La familia de Darío ante Alejandro Magno
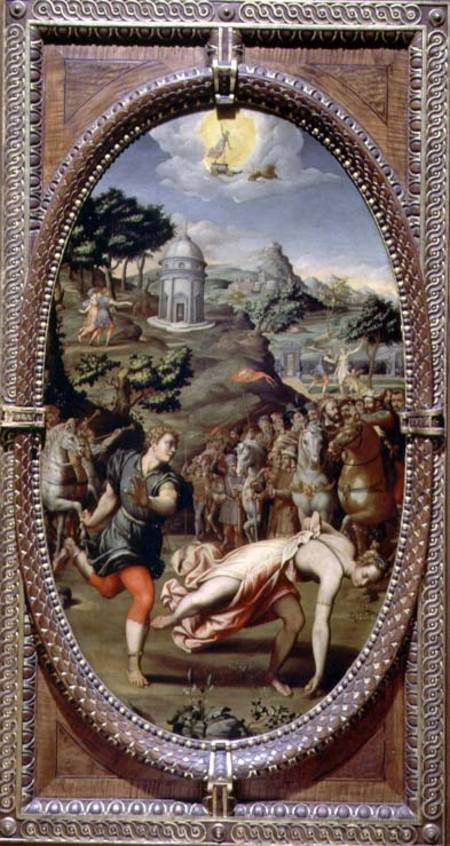
Sebastiano Marsili, Hipómenes y Atalanta
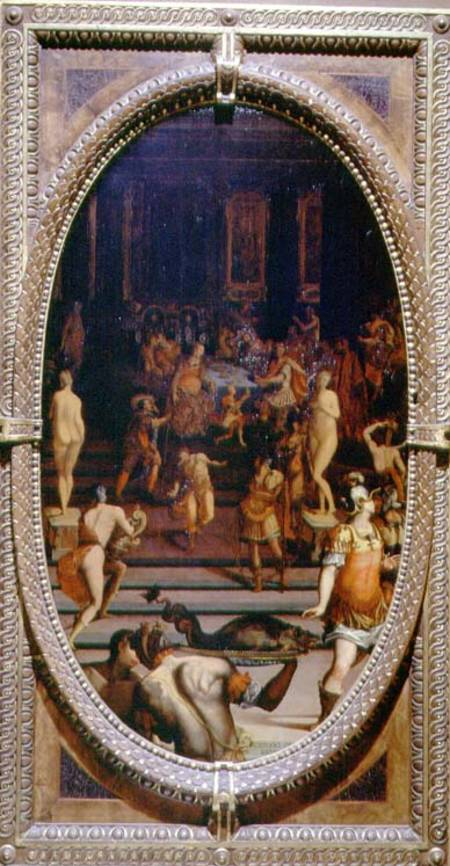
Giovanni Fedini, El anillo de Policrates
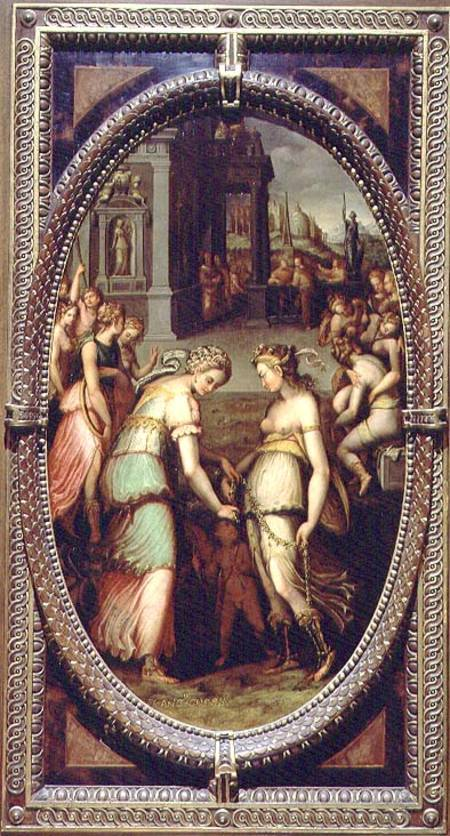
Francesco del Coscia, Juno toma el ceñidor de Venus
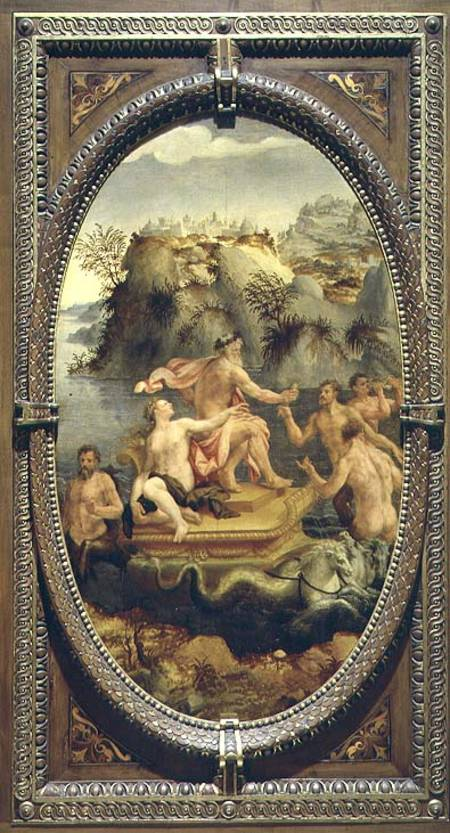
Carlo Portelli, Neptuno y Anfitrite
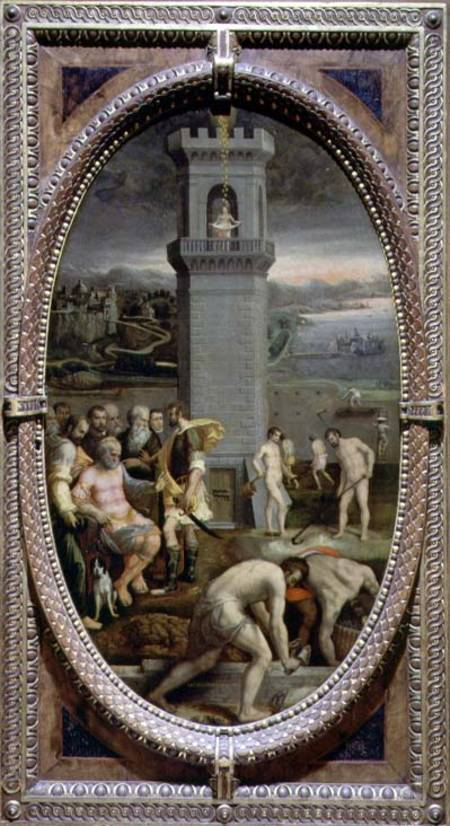
Bartolomeo Traballesi, Danae
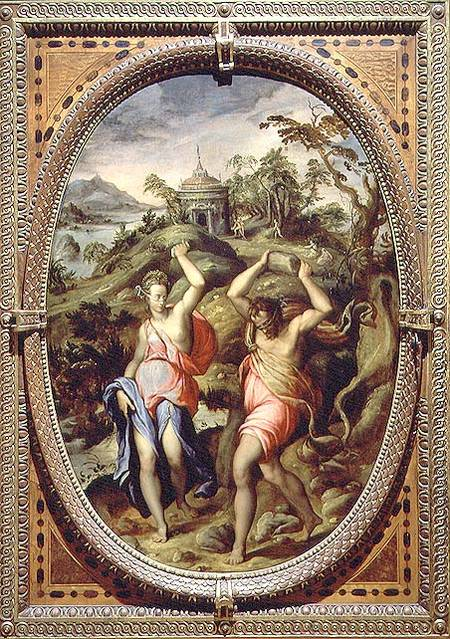
Andrea del Minga, Deucalión y Pirra
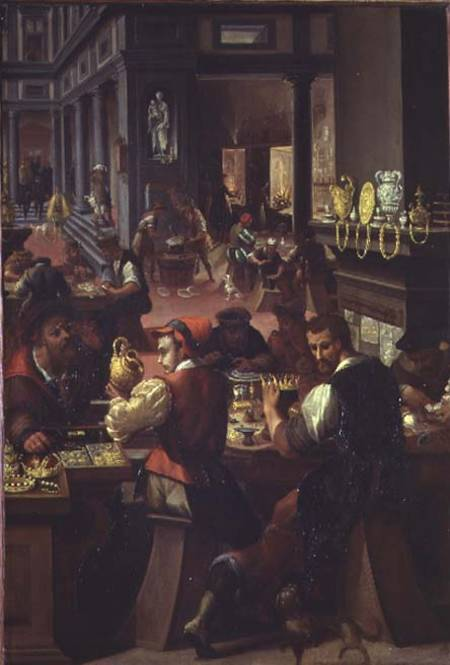
Alessandro Fei, Taller de orfebrería
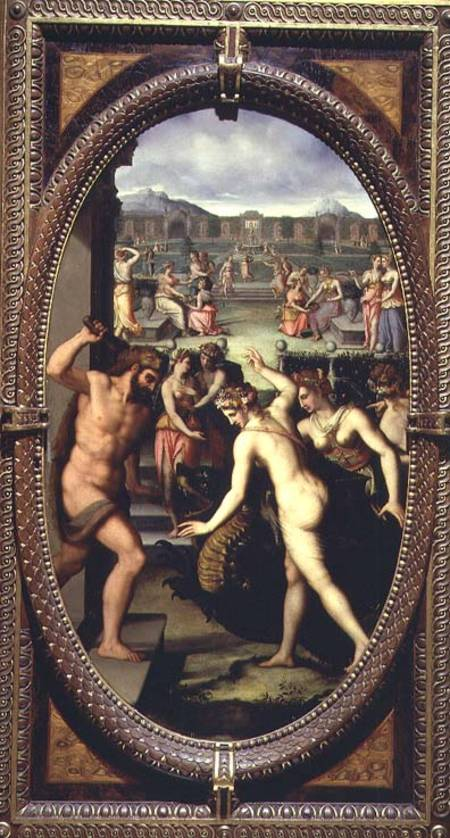
Lorenzo dello Sciorina, Hércules mata al dragón de las Hespérides
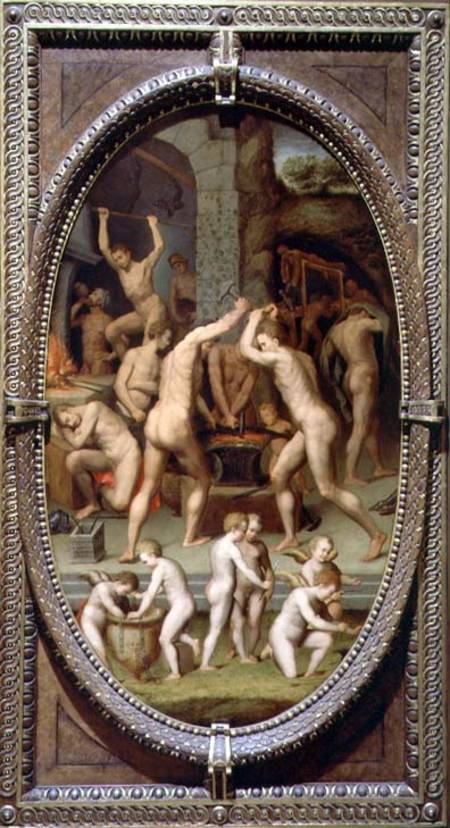
Vittorio Casini, Forja de Vulcano